# Thomas Pollock Anshutz
Thomas Pollock Anshutz (5. října 1851, Newport (Kentucky) – 16. června 1912, Filadelfie) byl americký malíř a učitel. Anshutz, známý svými portrétními a žánrovými scénami, byl spoluzakladatelem The Darby School. Byl jedním z nejvýznamnějších studentů Thoma Eakinse, a který nahradil Eakinse na pozici ředitele tříd kresby a malby na Pensylvánské akademii výtvarných umění.

## Osobní život a vzdělání
Thomas Anshutz se narodil v Newportu v Kentucky v roce 1851. Vyrostl v Newportu a Wheelingu ve Západní Virginii. Jeho výuka raného umění se odehrála na Národní akademii designu na počátku 70. let 20. století, kde studoval u Lemuela Wilmartha. V roce 1875 se odstěhoval do Philadelphie a studoval u Thomase Eakinse ve Philadelphia Sketch Clubu, kde se začalo jejich vzájemné přátelství. V roce 1892 si Anshutz vzal Effie Shriver Russellovou. Líbánky strávili v Paříži, kde Anshutz navštěvoval třídy na Julianově akademii. V roce 1893 se vrátili do Philadelphie. Později v životě se prohlásil za socialistu. Z pozice učitele odešel na podzim 1911 kvůli špatnému zdraví. Zemřel 16. června 1912 ve věku 60 let.

## Kariéra

### Spolupráce s Eakinsem a Ironworkers' Noonime

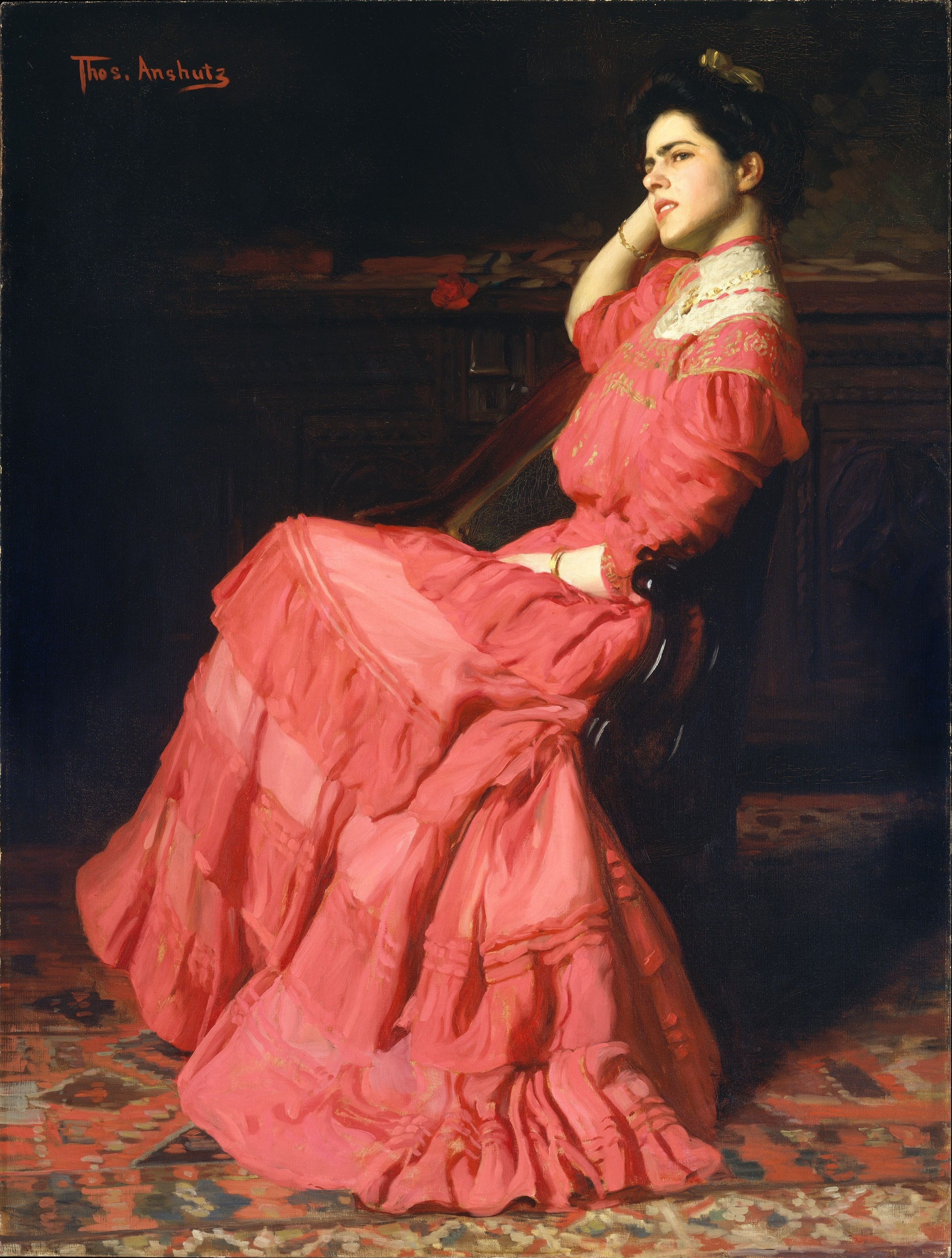
A Rose, 1907; Metropolitní muzeum umění

Eakins začal učit na Pensylvánské akademii výtvarných umění v roce 1876, téhož roku, kdy se Anshutz zapsal jako student. Eakins byl hlavním demonstrátorem anatomie a Christian Schussele byl profesorem kresby a malby. V roce 1878 se Anshutz stal Eakinsovým asistentem, nakonec následoval Eakinse jako jeho hlavní demonstrant, když byl Eakins povýšen na profesora kreslení a malování. V roce 1880, zatímco byl ještě student, Anshutz dokončil svou první hlavní práci s názvem The Ironworkers' Noontime.
The Ironworkers' Noontime, Anshutzův nejznámější obraz, zachycuje zhruba dvacet dělníků při jejich přestávce ve dvoře slévárny. Obraz namaloval nedaleko Wheelingu v Západní Virginii a je koncipován v naturalistickém stylu podobném stylu Eakinse, i když Eakins nikdy maloval průmyslové objekty. Obraz byl vystaven ve Philadelphia Sketch Clubu v roce 1881 a umělečtí kritici jej srovnávali s prací Eakinse. Historik umění Randall C. Griffin o tom napsal: „Jeden z prvních amerických obrazů zobrazujících bezútěšnost továrního života, Noontime Ironworkers 'Noontime se jeví jako jasné obvinění industrializace. Jeho brutální sladkost vyděsila kritiky, kteří jej považovali za nečekaně konfrontační – chladný průmyslový obraz, který není ani malebný nebo vznešený.“ Nyní (2020) je ve sbírce muzeí výtvarných umění v San Franciscu.
Kolem roku 1880 se Eakins začal zajímat o fotografii, začlenil ji do svých přednášek a používal ji jako nástroj pro svá umělecká díla. Anshutz a další studenti Akademie začali využívat fotoaparát, pózovat modely a tisknout snímky ke studiu. Anshutz spolupracoval s Eakinsem na sérii Naked Series a fotografoval nahé modely v sedmi předdefinovaných postojích. Sám byl pro Eakinse modelem, spolu s kolegy jako byli J. Laurie Wallace a Covington Few Seiss, kteří pózovali venku nazí, často představovali scény jako napříkl wrestling, plavání nebo box. Eadweard Muybridge se nakonec dostal do Philadelphie a Anshutz a Eakins pomohli vybudovat Muybridgeův zoopraxiscop.

### Kontroverze
Eakins byl nucen rezignovat na Akademii ve skandálu z roku 1886, který vyvolal jeho využití zcela nahého mužského modelu před třídou všech žen nebo smíšených mužů a žen. Anshutz neobhajoval svého mentora; spolupodepsal dopis pro Sketch Club Philadelphia „Tímto považujeme chování pana Thomase Eakinse nehodné gentlemana a diskreditaci této organizace a žádáme o jeho vyloučení z klubu.“

### Splatnost
Anshutz byl povýšen na Eakinsovu pozici na Akademii. Anshutz odcestoval krátce do Evropy a zaměřil se především na své učení ve Filadelfii. U Anshutze studovalo mnoho umělců, mezi něž patřila Elizabeth Sparhawk-Jones, George Luks, Charles Demuth, John Sloan, Charles Sheeler, Everett Shinn, John Marin, William Glackens, Robert Henri nebo Margaret Taylor Fox. Jako učitel, Anshutz, podle historika umění Sanforda Schwartze, „byl známý pro svou přístupnost stejně jako sarkasmus, který zjevně nepocházel z odumírající rozmanitosti.“
Rodina Anshutzů pravidelně trávila dovolenou v Holly Beach v New Jersey, která sloužila jako tvůrčí místo pro malíře. Tam experimentoval s akvarely, pestrou paletou barev a jednoduchými kompozicemi. Fotografoval také přírodní prostředí a využíval je jako studii pro obrazy, konkrétně Holly Beach a výlety po řekách Delaware a Maurice. Přestože Anshutz vytrvale experimentoval s krajinářskou malbou, byl známý pro svou portrétní tvorbu, která mu v 90. a 20. století získala řadu ocenění. V roce 1898 spolu s Hughem Breckenridgeem založili Darby School, letní školu mimo Philadelphii, která zdůrazňovala práci v plenéru. V Darby Anshutz vytvořil nejvíce svých abstraktních děl, řadu jasných olejových krajinomaleb, které nikdy nebyly vystaveny. V Darby School pokračoval až do roku 1910. V roce 1910 byl zvolen docentem Národní akademie designu. Působil jako prezident klubu Philadelphia Sketch Club.

### Dědictví
V roce 1971 Robert a Joy McCarty, kteří žili v domě dříve vlastněném Anshutzovou rodinou ve Fort Washingtonu v Pensylvánii, darovali část dopisů, negativů na skleněných deskách a fotografií Archivu amerického umění. Druhý dar rodiny Anshutzů se uskutečnil v letech 1971 a 1972. Materiály byly mikrofilmy a vráceny do rodiny.

## Významné sbírky
- Boys with a Boat, Ohio River, near Wheeling, West Virginia, 1880; Smithsonian American Art Museum[10]
- Dissecting Room, ca 1879; Pennsylvania Academy of the Fine Arts[11]
- Two Boys by a Boat, 1895; Carnegie Museum of Art[12]

## Galerie

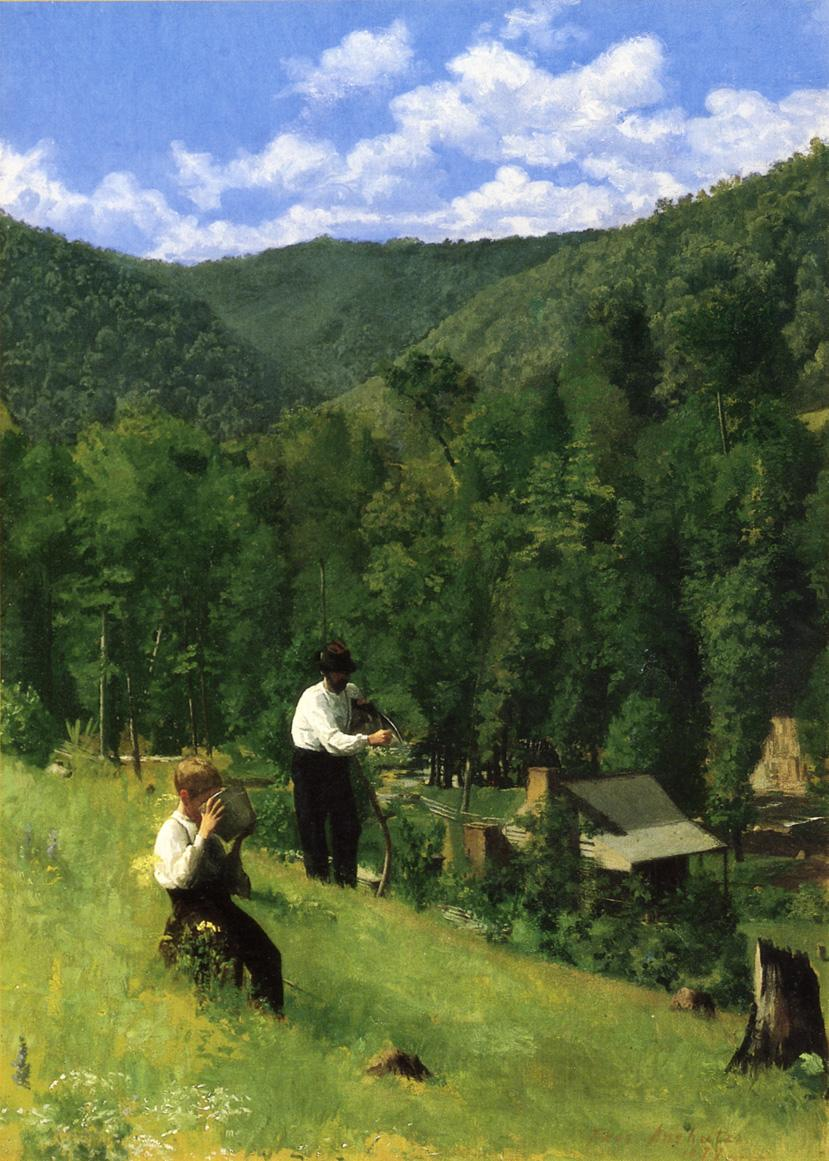
The Farmer and His Son at Harvesting, 1879
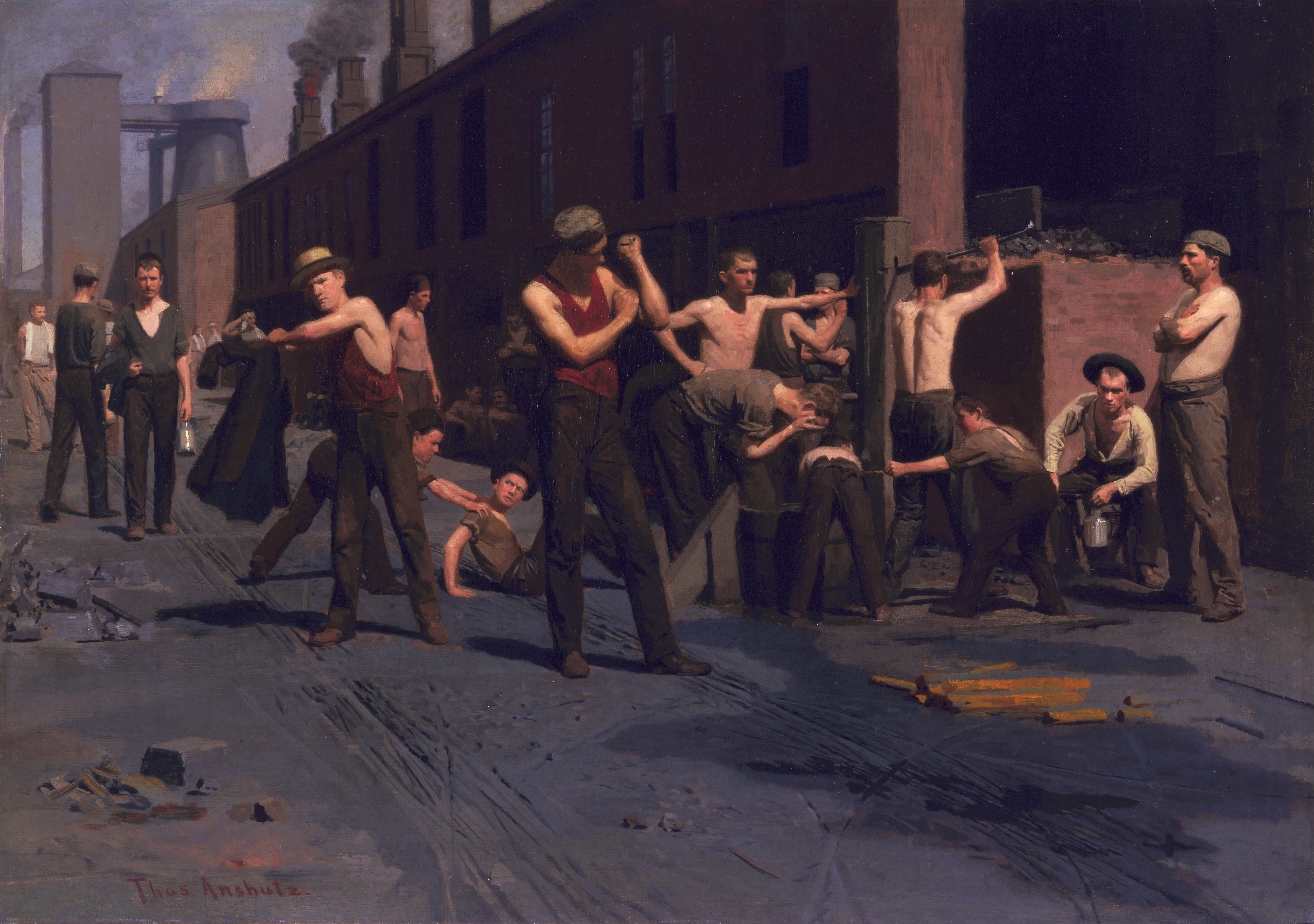
The Ironworkers' Noontime, 1880, Fine Arts Museums of San Francisco
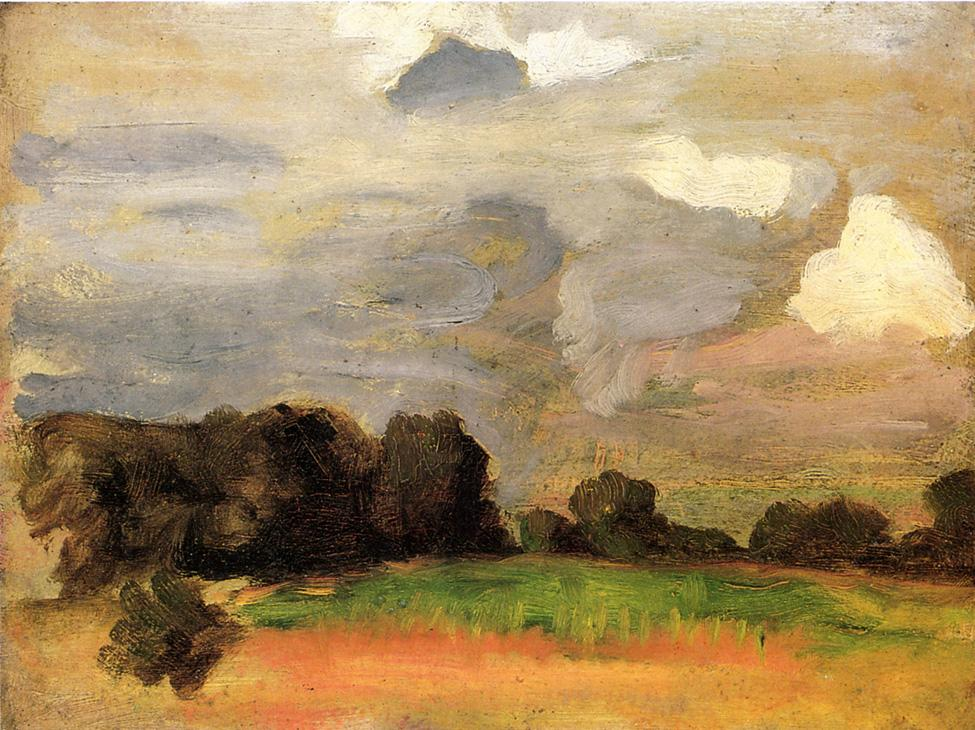
Landscape with grey sky
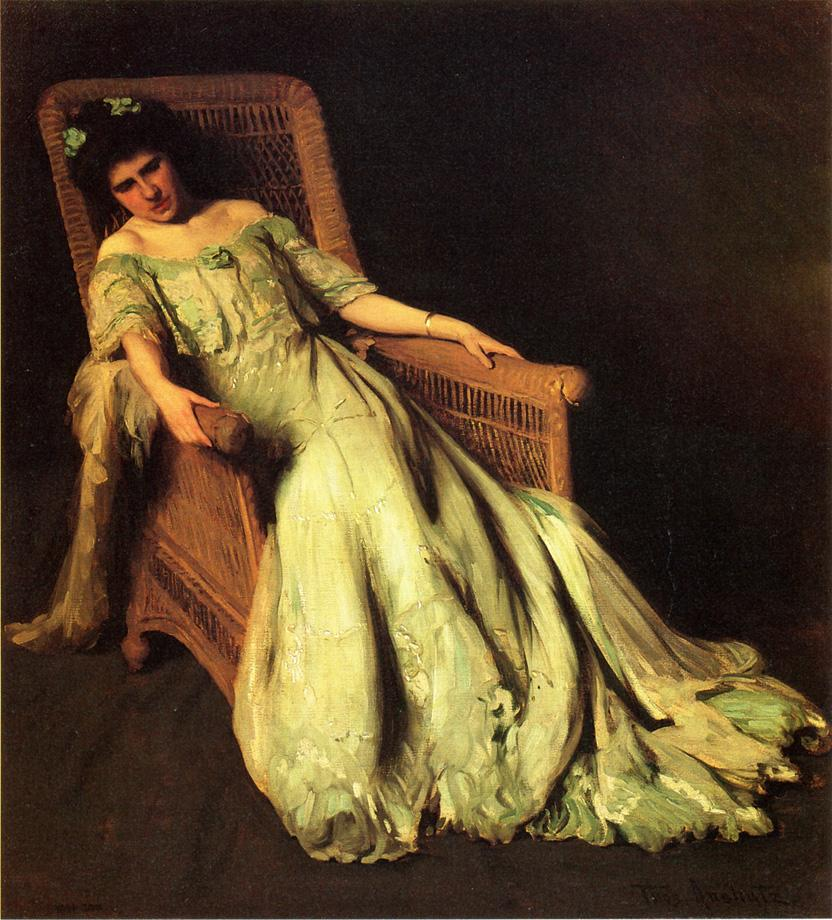
Figurepiece, 1909
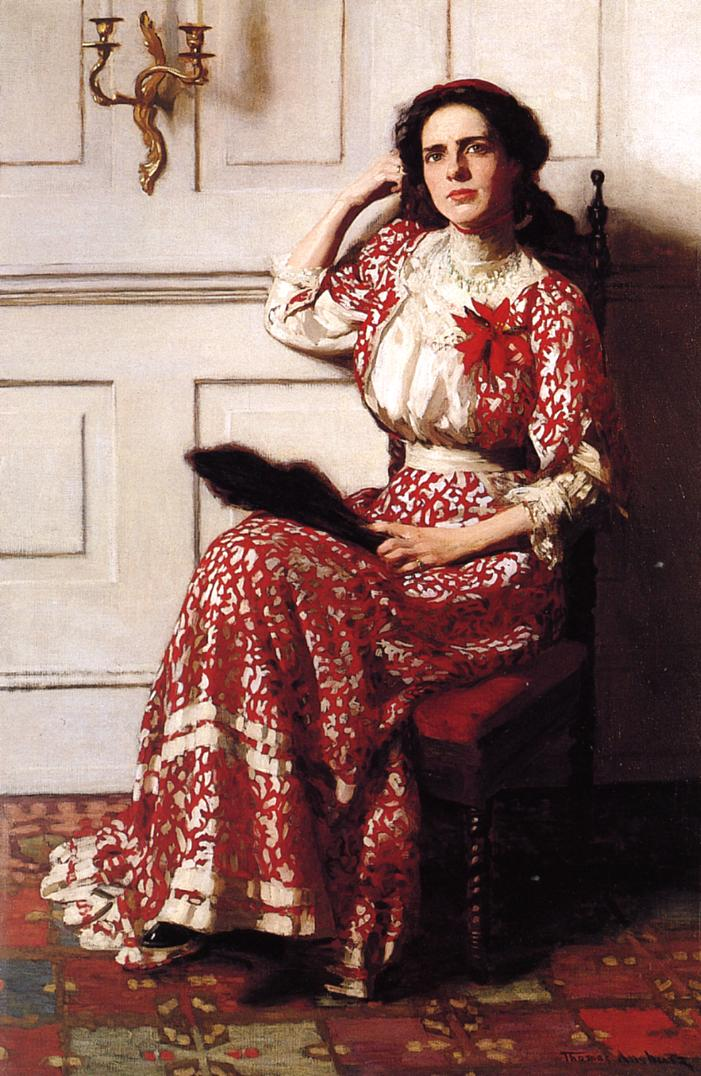
Portrait of Rebecca H. Whelan, asi 1910
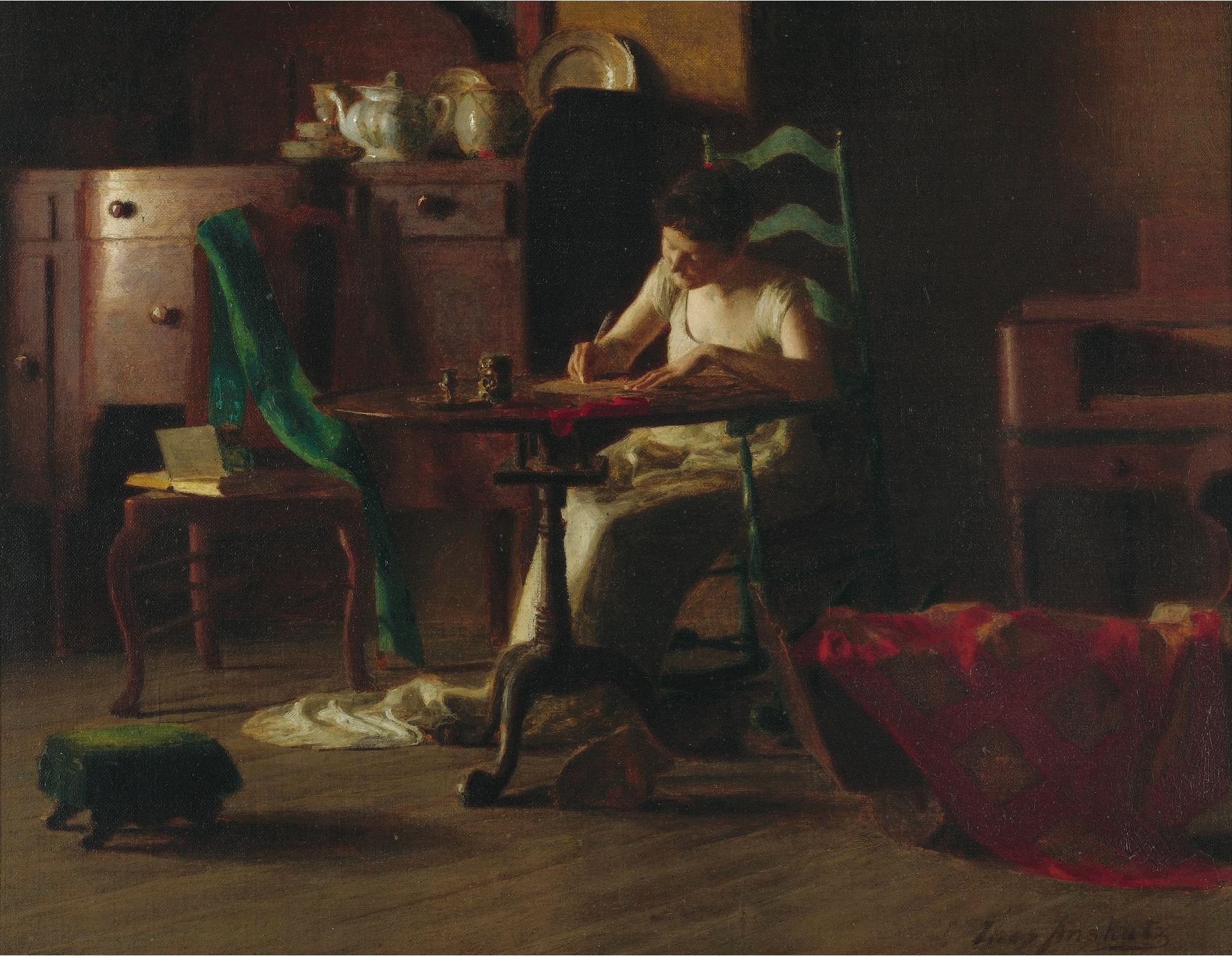
Woman writing on a table, asi 1905
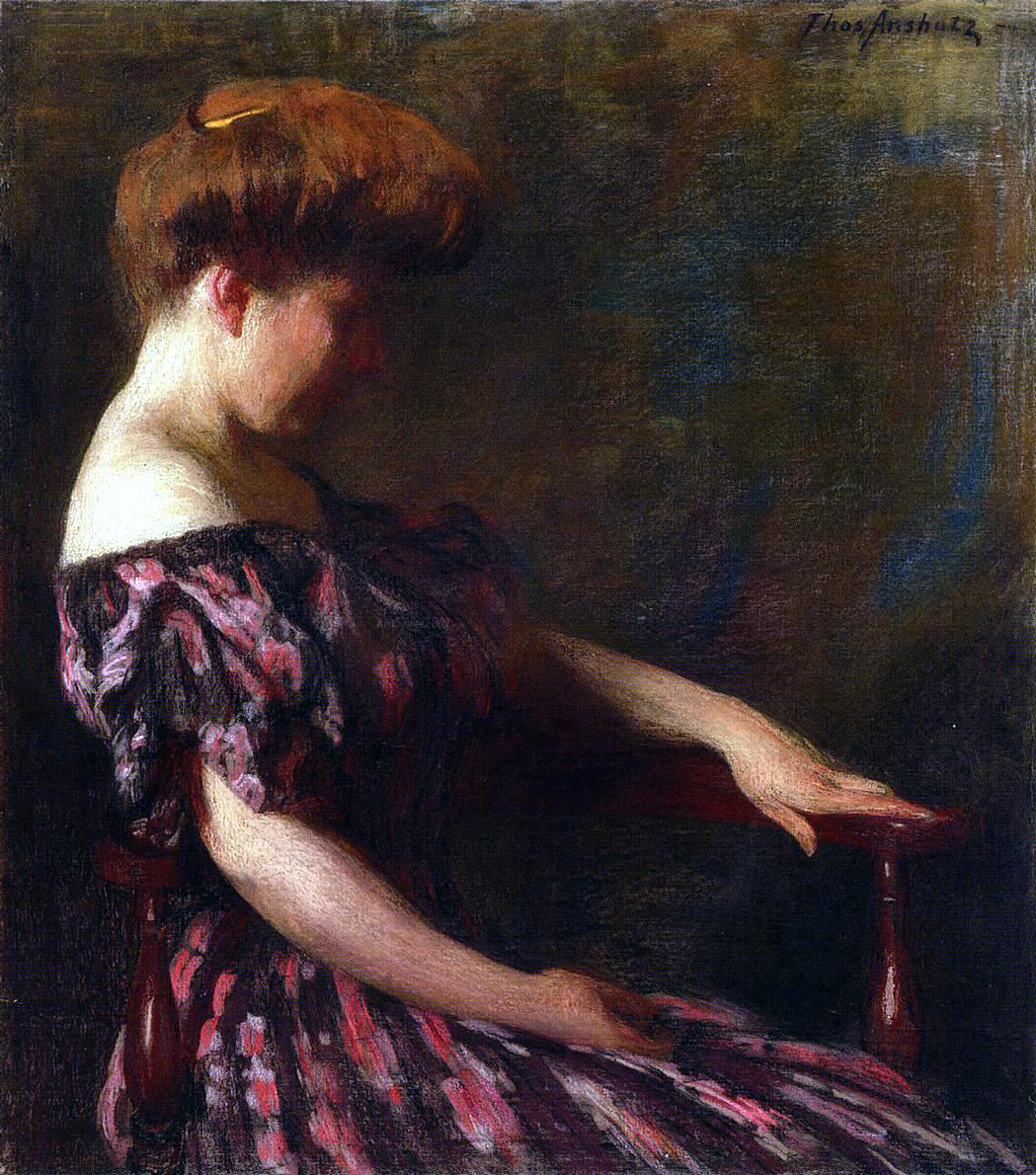
The flowered gown
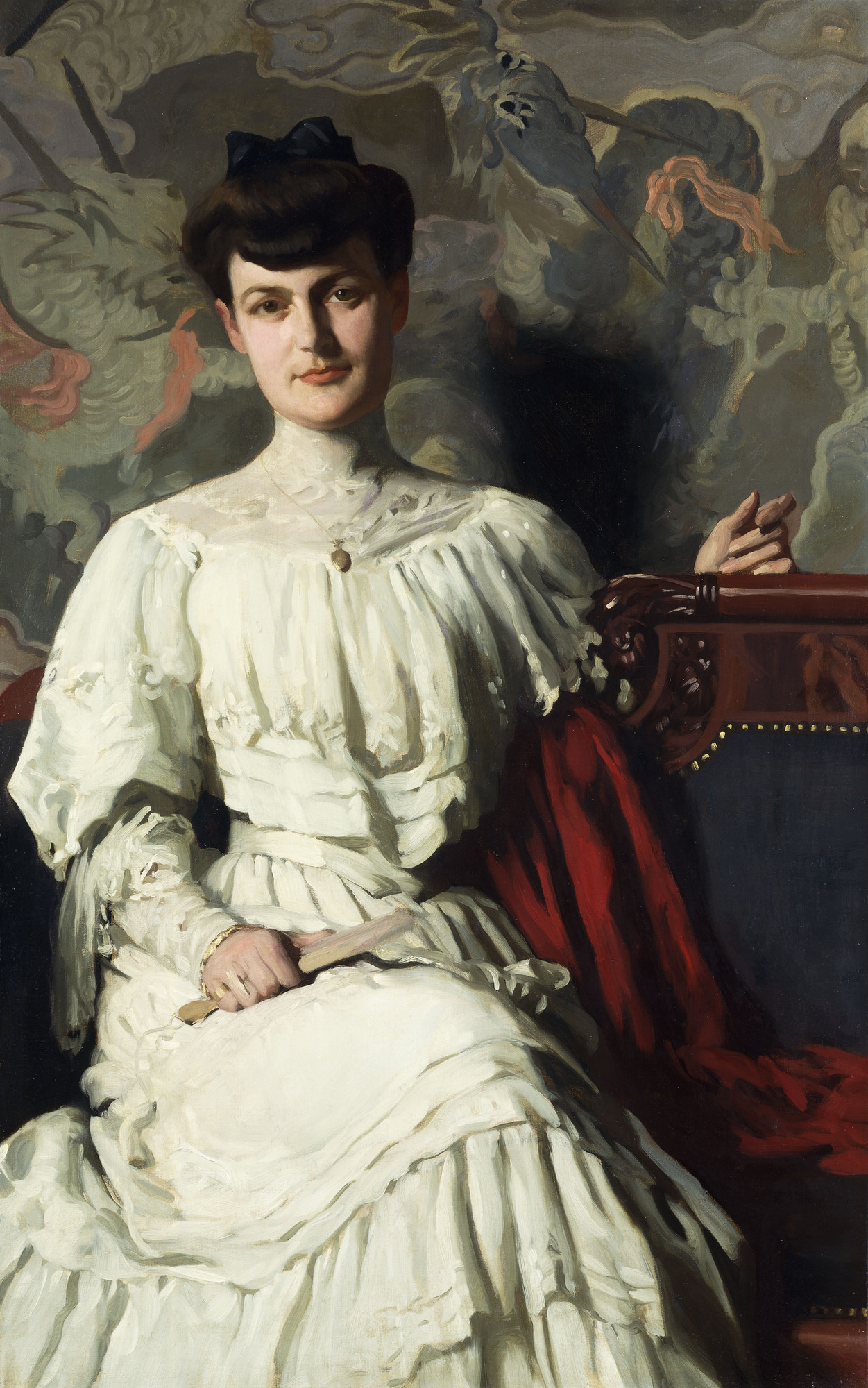
Portrait of Marthe Hientz
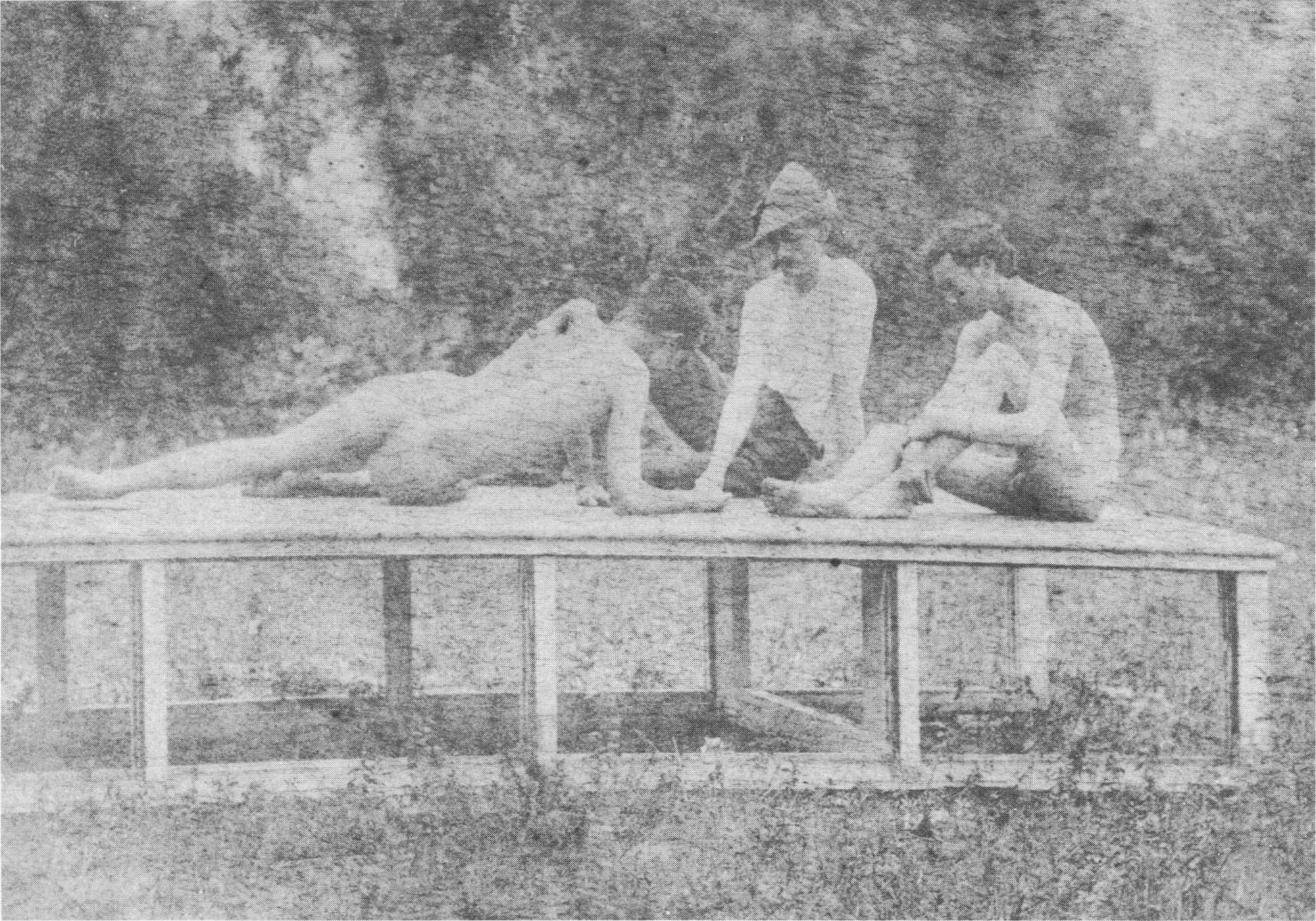
Práce s modely v exteriéru
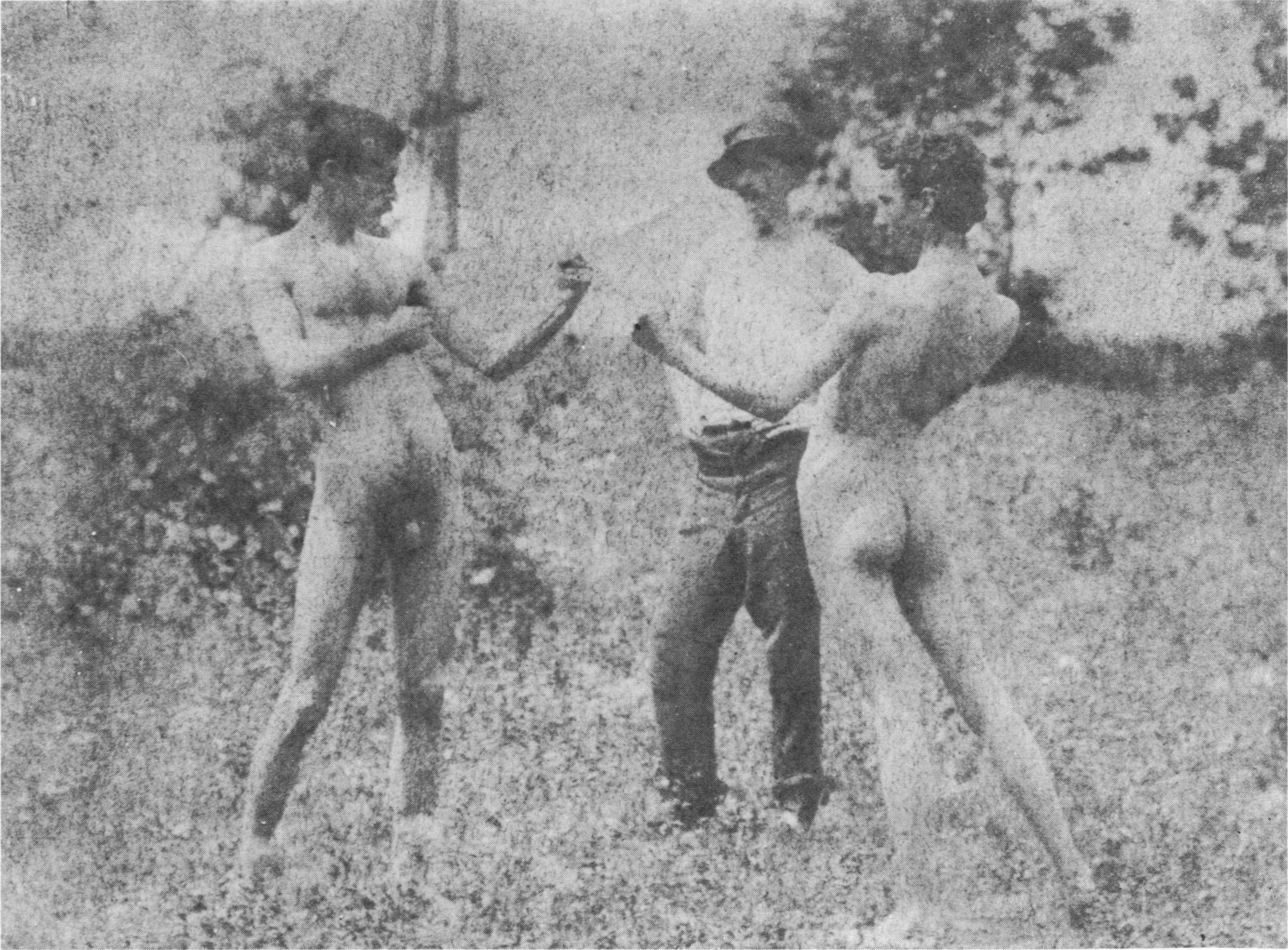
Práce s modely v exteriéru